# 項錫
項錫（1490年—1553年），字秉仁，號瓶山，浙江嘉興府嘉善縣人，民籍，明朝政治人物。

## 生平
正德十一年（1516年）丙子科順天鄉試第一百七名舉人，嘉靖二年（1523年）中式癸未科會試第一百十四名，三甲第二十六名進士。授建陽縣知縣，恭儉愛人，敦崇風教。有爭訟者，從容開導，消其忿戾。建宋賢祠，集諸生講授。擢刑部主事，七年以父病請告歸，尋丁父憂，服除，仍補刑部，十三年改尚寶司丞，晉尚寶司少卿，嘉靖二十年（1541年）八月升南京鴻臚寺卿，二十三年改南京光祿寺卿。以欲剪除積弊，致眾怨謗，二十六年十二月坐事免歸。

## 家族
曾祖項衡，贈資善大夫、都察院左都御史；祖父項忠，兵部尚書，贈太子太保；父項經，江西布政司右參政，進階嘉議大夫。嫡母趙氏，贈孺人；田氏；王氏；生母王氏。具慶下。兄項鏞，指揮同知；項鎧，序班；項鏜，千戶；項鎮，監生；弟項鏵、項金、項銀、項鋒、項鑌。從弟項鈳。子項治元，嘉靖三十五年（1556年）進士，官至禮部員外郎。